# Ченцы (Нерехтский район)
Ченцы — деревня в Нерехтском районе Костромской области. Входит в состав Волжского сельского поселения.

## География
Находится в юго-западной части Костромской области на расстоянии приблизительно 21 км на северо-восток по прямой от районного центра города Нерехта.

## История
Известна с 1695 года как владение князя Лобанова-Ростовского. В 1872 году здесь было учтено 6 дворов, в 1907 году отмечено было 4 двора.

## Население
Постоянное население составляло 38 человек (1872 год), 24 (1897), 30 (1907), 15 в 2002 году (русские 100 %), 6 в 2022.